# 釧路労災看護専門学校
釧路労災看護専門学校 （くしろろうさいかんごせんもんがっこう）とは、北海道釧路市にある公立の専修学校。運営母体は、独立行政法人労働者健康安全機構。

## 概要
- 1974年（昭和49年）開校。2004年（平成16年）から行政改革により、運営者が「独立行政法人労働者健康福祉機構」へ移管し、現在は「独立行政法人労働者健康安全機構釧路労災看護専門学校」となっている。
- 講師に釧路労災病院の医師、看護師のほか、地元の釧路公立大学や北海道教育大学釧路校の教授・講師を招いて講義が行われる。
- 実習の大半は隣接する釧路労災病院で行われるが、市立釧路総合病院、市立保育園、釧路赤十字病院などでも行われる。
- ワンルームタイプの学生寮が併設されており、男女共に入寮可能である。
- 卒業後は「独立行政法人労働者健康安全機構」職員に採用され、希望する労災病院へ勤務する。なお在学時には勤務を希望する労災病院の奨学生となって月2万円以上の奨学金を取得することができ、同労災病院に3年間勤務することにより返還が免除される。

## 設置学科
- 看護学科（3年制・昼間）

## 所在地
- 釧路市中園町13番38号

## 取得できる資格・免許状

### 看護学科
- 専門士称号
- 看護師国家試験受験資格
- 保健師・助産師学校受験資格
- 養護教諭養成学校受験資格